# Artiofabula
Artiofabula – klad ssaków, obejmujący walenie, hipopotamowate i przeżuwacze.

## Tradycyjna systematyka
Tradycyjna systematyka ssaków wyróżnia w grupie kopytnych jako odrębny rząd walenie, dzielony na podrzędy fiszbinowców i zębowców. Jako trzeci podrząd wymieniane są prawalenie, wymarłe formy nie tworzące kladu. Do fiszbinowców zaliczano rodziny walowatych, płetwalowatych, pływaczowatych i walenikowatych, do zębowców natomiast delfinowate, narwalowate, morświnowate, kogiowate, kaszalotowate, suzowate, iniowate i zyfiowate. Prawalenie obejmują Pakicetidae, Ambulocetidae, Remingtonocetidae, Protocetidae i bazylozaury.
Odrębny od waleni rząd stanowią wedle tego ujęcia parzystokopytne. Również dzieli się je na podrzędy. Pierwszy z nich to świniokształtne, do których zaliczają się świniowate, pekariowate i hipopotamowate. Następny podrząd wielbłądokształtnych tworzy rodzina wielbłądowatych. Trzeci podrząd to przeżuwacze. Zaliczają się do nich kanczylowate, piżmowcowate, jeleniowate, widłorogowate, żyrafowate, wołowate, ponadto zaś rodziny wymarłe.

## Badania nad pochodzeniem waleni
Klasyczna systematyka kopytnych pozostawała jednak w coraz większej niezgodzie z pojawiającymi się kolejnymi doniesieniami naukowymi zapoczątkowanymi przez badania dotyczące pochodzenia waleni. Wiadomo było, że pochodzą one od lądowych ssaków. Przodków waleni szukano wśród niedźwiedziowatych, mezonychów, parzystokopytnych bądź ich bliskich krewnych. Badania genetyczne wykazały bliskie pokrewieństwo waleni z przeżuwaczami, grupy te były sobie bliższe, niż przeżuwacze i inne grupy parzystokopytnych, oraz – dokładniej – z hipopotamowatymi. Do podobnych wniosków dochodzi autorzy kolejnych badań.

## Nazwanie nowych kladów
Pierwsi autorzy wyciągali z badań wnioski, ale nie nazywali nowych taksonów. Gatesy et al na przykład określają jeden z omawianych przez siebie kladów Cetacea/Hippopotamidae. Sytuację mieniała praca, którą Peter J. Waddell, Norihiro Okada i Masami Hasegawa opublikowali w 1999 w Systematic Biology. Wprowadzili nazwy trzech nowych taksonów ssaków. Nie przedstawili oni ich na kladogramie, ale zamieszczony opis wskazuje na następujące pokrewieństwa:
|              | Ruminantia                                                 |
|              |                                                            |
| Whippomorpha | \| \| Cetacea \| \| \| \| \| \| Hippopotamidae \| \| \| \| |
|              | \| \| Cetacea \| \| \| \| \| \| Hippopotamidae \| \| \| \| |
|              | Cetacea                                                    |
|              |                                                            |
|              | Hippopotamidae                                             |
|              |                                                            |

|  | Cetacea        |
|  |                |
|  | Hippopotamidae |
|  |                |

|              | Ruminantia                                                 |
|              |                                                            |
| Whippomorpha | \| \| Cetacea \| \| \| \| \| \| Hippopotamidae \| \| \| \| |
|              | \| \| Cetacea \| \| \| \| \| \| Hippopotamidae \| \| \| \| |
|              | Cetacea                                                    |
|              |                                                            |
|              | Hippopotamidae                                             |
|              |                                                            |

|  | Cetacea        |
|  |                |
|  | Hippopotamidae |
|  |                |

Klad tworzony przez walenie i hipopotamowate (zaznaczony na powyższym kladogramie barwą lazurową) określili nazwą Whippomorpha. Klad powstały z połączenia tychże Whippomorpha i przeżuwaczy (Ruminantia) nazwali Cetruminantia (zaznaczono na zielono). Klad tworzony przez rzeczone Cetruminantia i świniowate ochrzcili w końcu nazwą Artiofabula (zaznaczono na żółto). Nazwę wywiedli z greki. Słowo artios oznacza doskonały, kopletny. Natomiast fabula oznacza bajkę. Chcieli przez to oddać fakt, że niedawną klasyfikację ssaków umieszczającą wielbłądy blisko przeżuwaczy oraz hipopotamowate ze świniowatymi i pekariowatymi uważają za doskonałą bajkę. Podali jako definicję nowego kladu Suidae + Cetruminantia. Podobnie jak 2 pozostałe zdefiniowane klady jest to grupa koronna. Grupą siostrzaną Artiofabula są opuszkowce (wielbłądokształtne).
Jednakże część badań nie uwzględnia takiego kladu.

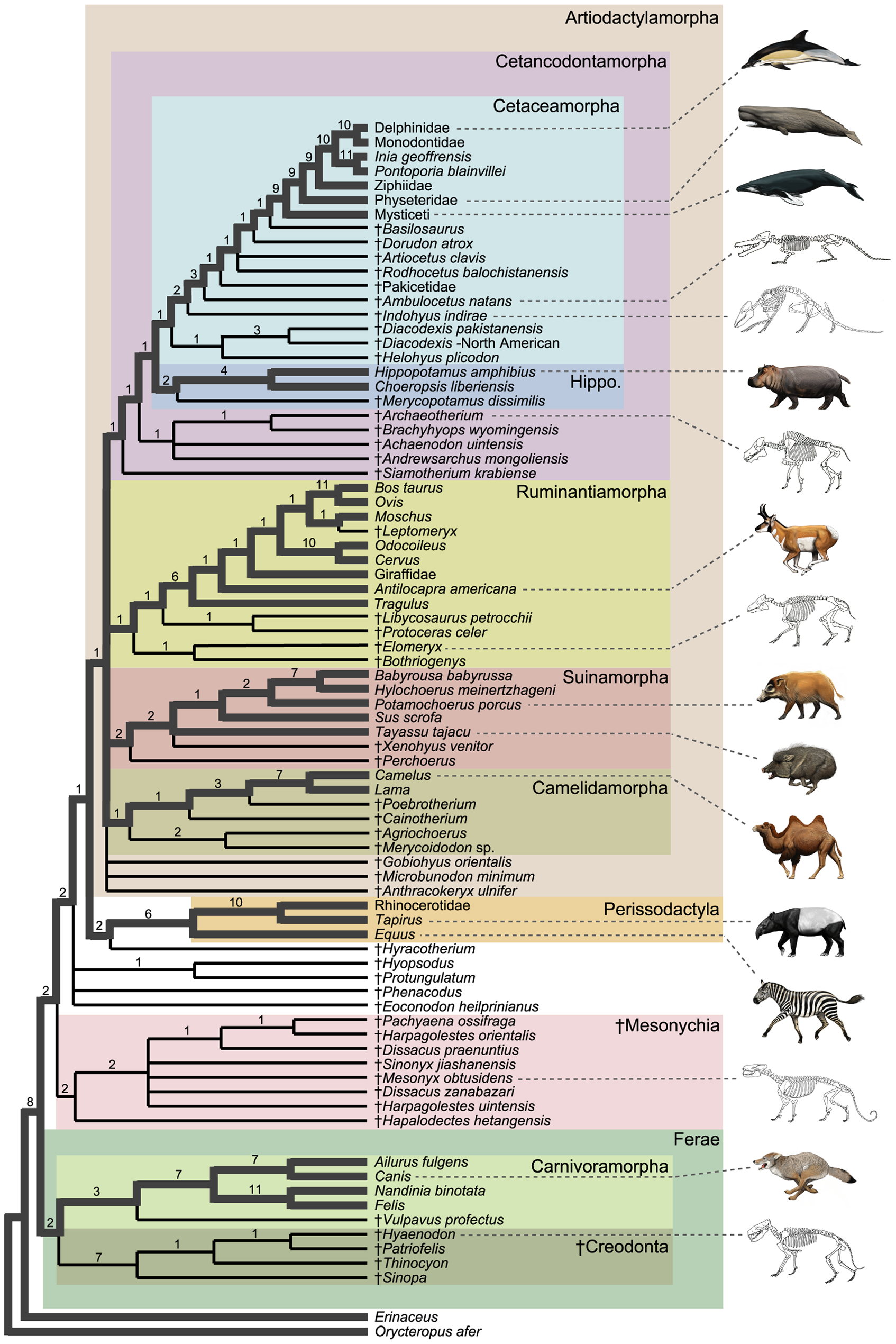
Systematyka ssaków wedle Spaulding, O’Leary i Gatesy'ego nie uwzględnia kladu Artiofabula)